# Clique lateral alveolar
O clique lateral alveolar, representado por [ǁ] no Alfabeto Fonético Internacional, é formado por meio de um clique ao liberar uma corrente de ar na lateral da língua. O órgão é articulado próximo à porção superior da arcada alveolar. É produzido comumente por línguas coissãs e bantas. Ademais, há registros do uso para chamar cavalos na Europa Ocidental.
| Palavra  | Idioma | IPA           | Tradução         |
| -------- | ------ | ------------- | ---------------- |
| isiXhosa | Xhosa  | /ísíˈkǁʰoːsa/ | Xhosa (endônimo) |
| uxolo    | Xhosa  | /ukǁoːlo/     | paz              |
| xoxa     | Zulu   | /ǁoːǁa/       | cortejar         |